# Unbreakable (альбом Scorpions)
Unbreakable (с англ. — «Несокрушимый») — пятнадцатый студийный альбом немецкой рок-группы Scorpions. Релиз альбома состоялся 4 мая 2004 года на лейбле BMG.

## Об альбоме

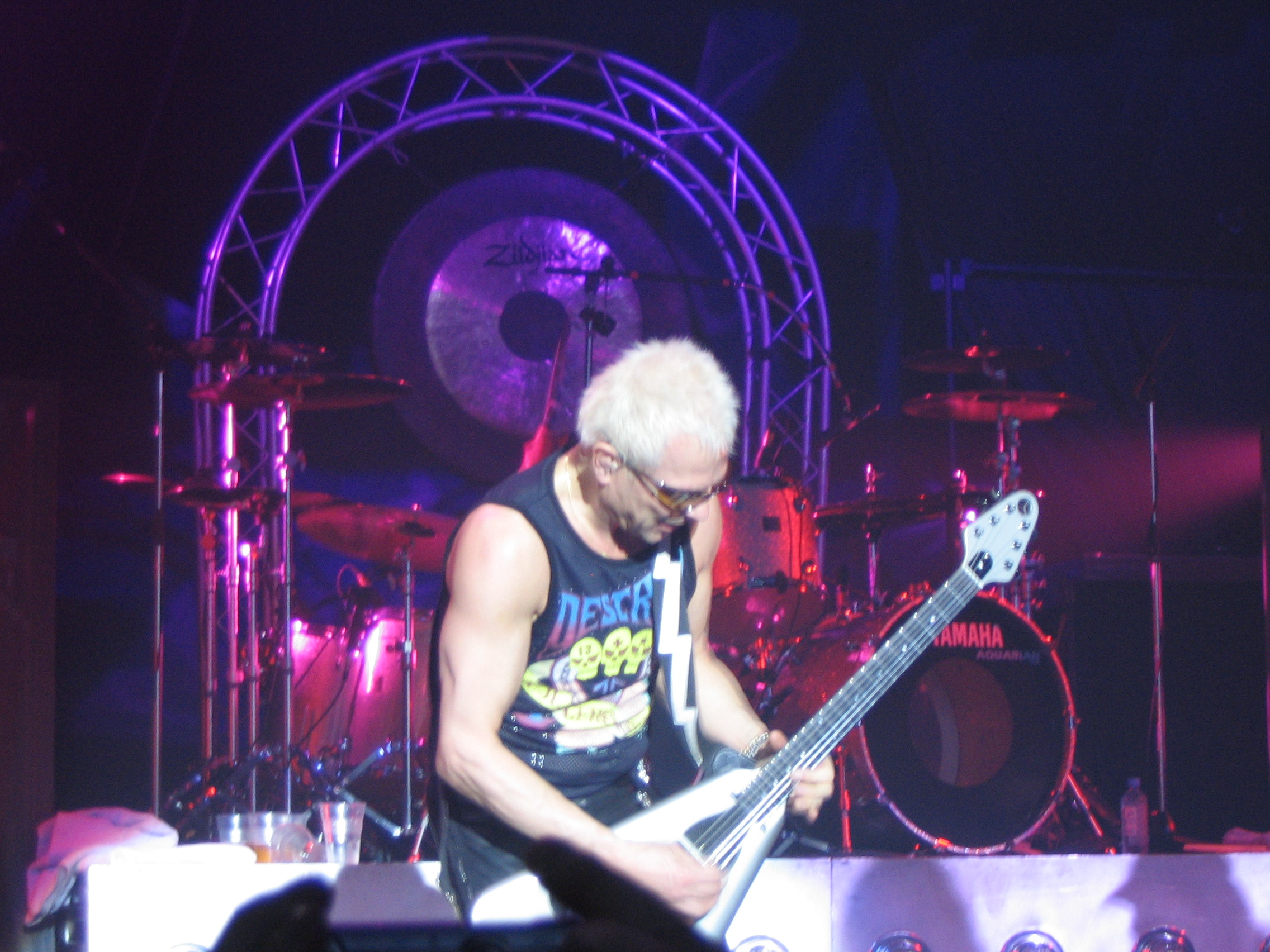
Рудольф Шенкер, 2005 год

После нескольких лет экспериментов с различными стилями Scorpions выпустили альбом в их родном стиле хард-рок. Диск стал первым для их нового бас-гитариста Павла Мончиводы. Во время демо-сессий все басовые партии были записаны Ябсом. Затем группа отправилась в студию Peppermint Park в Ганновере и после четырех-пяти дней настройки оборудования начала процесс записи, по-прежнему без бас-гитариста. По воспоминаниям Коттака, помощник Шенкера порекомендовал польского бас-гитариста Павла Мончиводу, который выучил партии баса из демо-записей и за три дня в студии записал в общей сложности 11 песен.
В чартах альбом не отметился, но получил положительные отзывы критиков. Сайт Allmusic охарактеризовал Unbreakable одним из самых «тяжёлых» альбомов Scorpions. В поддержку Unbreakable группа провела продолжительное турне.

## Список композиций
| №   | Название                                     | Автор(ы)                                  | Длительность |
| --- | -------------------------------------------- | ----------------------------------------- | ------------ |
| 1.  | «New Generation»                             | Rudolf Schenker/Klaus Meine               | 5:51         |
| 2.  | «Love'em or Leave'em»                        | Rudolf Schenker/James Kottak/Klaus Meine  | 4:04         |
| 3.  | «Deep and Dark»                              | Rudolf Schenker/Matthias Jabs/Klaus Meine | 3:39         |
| 4.  | «Borderline»                                 | Rudolf Schenker/Klaus Meine               | 4:53         |
| 5.  | «Blood Too Hot»                              | Rudolf Schenker/Klaus Meine               | 4:16         |
| 6.  | «Maybe I Maybe You»                          | Anoushiravan Rohani/Klaus Meine           | 3:32         |
| 7.  | «Someday Is Now»                             | Rudolf Schenker/James Kottak              | 3:25         |
| 8.  | «My City My Town»                            | Klaus Meine                               | 4:55         |
| 9.  | «Through My Eyes»                            | Rudolf Schenker/Klaus Meine               | 5:23         |
| 10. | «Can You Feel It»                            | James Kottak/Klaus Meine                  | 3:49         |
| 11. | «This Time»                                  | Matthias Jabs                             | 3:36         |
| 12. | «She Said»                                   | Christian Kolonovits/Klaus Meine          | 4:42         |
| 13. | «Remember the Good Times» (Retro Garage Mix) | Rudolf Schenker/Eric Bazilian/Klaus Meine | 4:24         |
| 14. | «Dreamers¹»                                  | Klaus Meine/Rudolf Schenker/Eric Bazilian | 4:47         |
| 15. | «Too Far*»                                   | Matthias Jabs/Klaus Meine                 | 3:08         |

¹ Бонусная песня в японском издании альбома

## Участники записи
- Клаус Майне: вокал

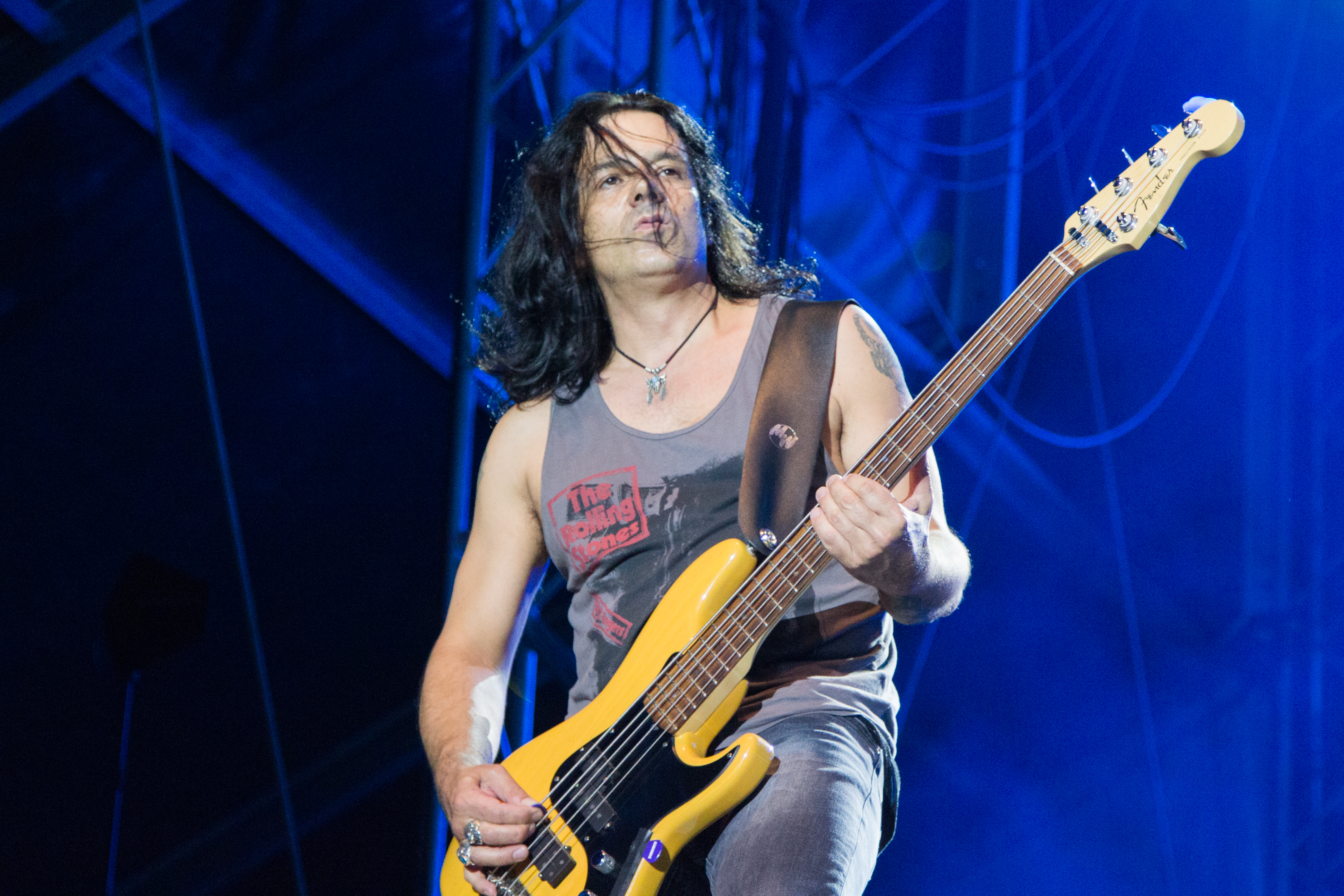
Павел Мончивода (2014 год) дебютировал в альбоме Unbreakable

- Маттиас Ябс: гитара, акустическая гитара, слайд-гитара, бэк-вокал
- Рудольф Шенкер: ритм-гитара, акустическая гитара, бэк-вокал
- Павел Мончивода: бас-гитара
- Джеймс Коттак: ударные, бэк-вокал

## Гости
- Koen van Baal — клавишные
- Барри Спаркс: Бас-гитара в «Love’em or Leave’em»
- Инго Повитцер: Бас-гитара в «Remember The Good Times (Retro Garage Mix)»
- Ralph de Jongh — бэк-вокал
- Joss Mennen — бэк-вокал
- Алекс Янсен — бэк-вокал
- Jody’s Kids Choir — вокал